# Salem (Oregon)

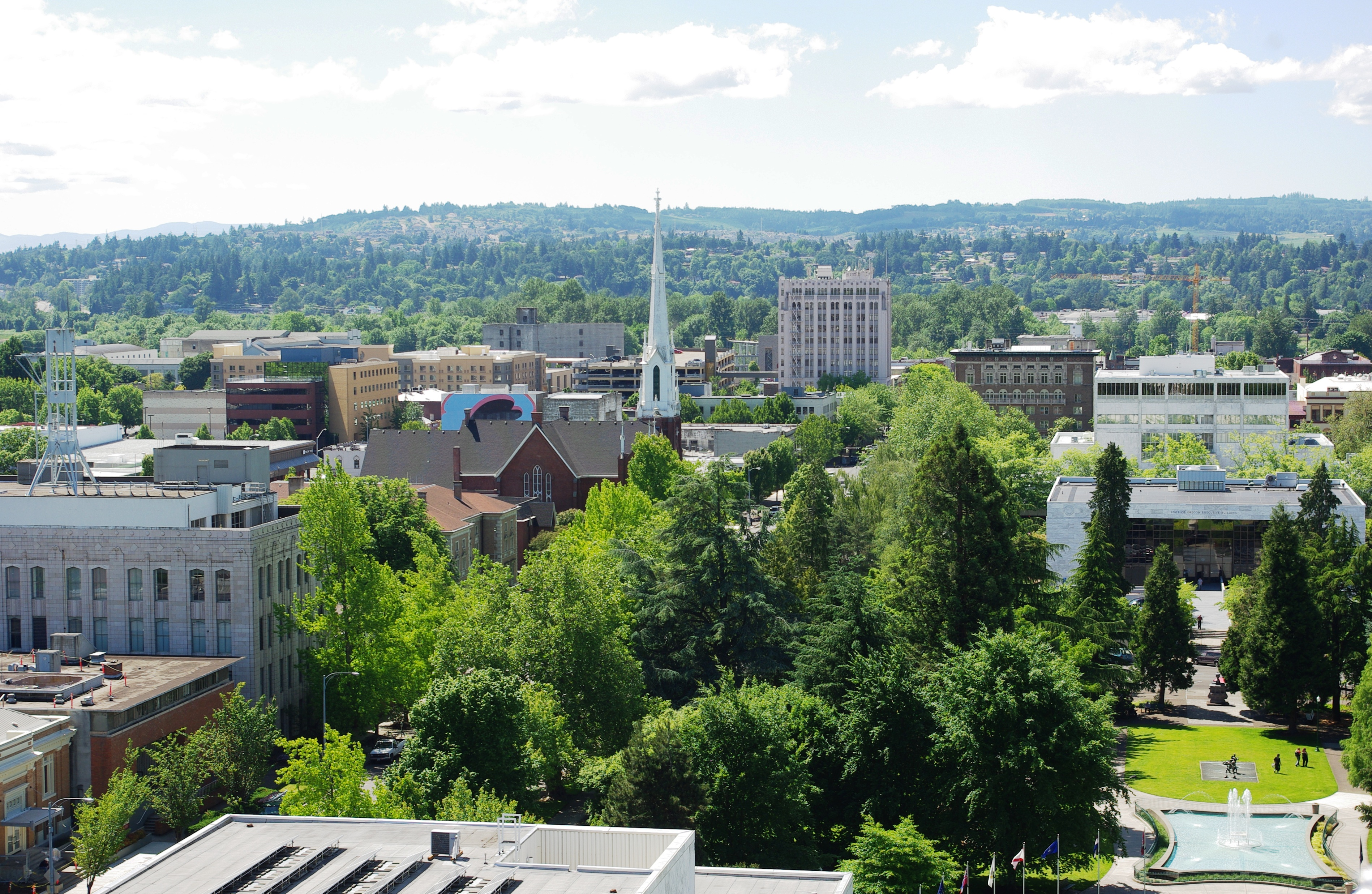
Downtown de Salem, el 2008.

Salem és la capital de l'estat d'Oregon, dels Estats Units d'Amèrica, i la seu del comtat de Marion. És al centre de Willamette Valley, al costat del riu Willamette, que corre pel nord de la ciutat. El riu forma el límit entre els comtats de Marion i Polk, i el barri de West Salem és al Comtat de Polk. El nom de Salem prové de la paraula pau en les llengües semítiques (en àrab salam i en hebreu shalom). El Centre Cívic Vern Miller, que alberga les oficines de la ciutat i la biblioteca ha dedicat un espai públic amb el nom de "Plaça de la Pau" en reconeixement del nom de la ciutat. Històricament, Salem ha rebut el sobrenom de "Cherry City" (ciutat cirera) en relació als festivals de les cireres que s'hi van celebrar periòdicament durant el segle xx. La població estimada de Salem a data 1 de juliol de 2008 era de 154.510 habitants, i és la tercera ciutat més gran de l'estat després de Portland i Eugene. Salem és la principal ciutat de l'Àrea Metropolitana de Salem, una àrea metropolitana que comprèn els comtats de Marion i Polk, amb una població estimada de 378.570 habitants l'any 2007, cosa que la converteix en la segona més gran de l'estat.